# Ichthyophis pauli
Ichthyophis pauli é uma espécie de anfíbio gimnofionos da família Ichthyophiidae. Está presente em Malásia. A UICN classificou-a como deficiente de dados.